# Чемпионат мира по бобслею 1950
11-й чемпионат мира по бобслею и скелетону прошёл 1 февраля 1950 года в городе Кортина-д’Ампеццо (Италия).

## Соревнование двоек
| Золото                        | Серебро                      | Бронза                          |
| Фриц Файерабенд, Стефан Васер | Стенли Бенхам, Патрик Мартин | Фредерик Фортун, Уильям Д’Амико |

## Соревнование четвёрок
| Золото                                                        | Серебро                                                    | Бронза                                              |
| Стенли Бенхам, Патрик Мартин, Джеймс Аткинсон, Уильям Д’Амико | Альберт Мадёрин, Фриц Файерабенд, Роми Спада, Стефан Васер | Франц Капус, Франц Штокли, Ханс Болли, Генрих Ангст |

## Медальный зачёт
| Место | Страна    | Золото | Серебро | Бронза | Всего |
| ----- | --------- | ------ | ------- | ------ | ----- |
| 1     | Швейцария | 1      | 1       | 1      | 3     |
| 2     | США       | 1      | 1       | 1      | 3     |